# NutraSweet WTA Championships 1984
Lipton WTA Championships 1984 — жіночий тенісний турнір, що проходив на відкритих кортах з ґрунтовим покриттям Amelia Island Plantation на острові Амелія (США). Належав до Світової чемпіонської серії Вірджинії Слімс 1984. Відбувсь уп'яте і тривав з 16 до 22 квітня 1984 року. Перша сіяна Мартіна Навратілова здобула титул в одиночному розряді й отримала 32 тис. доларів США. Для Навратілової це була 10-та підряд перемога над Еверт-Ллойд, але перша на ґрунті після семи поспіль поразок на цьому покритті. Ця поразка перервала 84-матчеву переможну серію Еверт-Ллойд на ґрунтових кортах Флориди.

## Фінальна частина

### Одиночний розряд
Мартіна Навратілова —  Кріс Еверт-Ллойд 6–2, 6–0
- Для Навратілової це був 3-й титул в одиночному розряді за сезон і 89-й — за кар'єру.

### Парний розряд
Кеті Джордан /  Енн Сміт —  Енн Гоббс /  Міма Яушовец 6–3, 6–3
- Для Джордан це був 1-й титул за рік і 22-й - за кар'єру. Для Сміт це був 1-й титул за рік і 31-й — за кар'єру.